# 1667

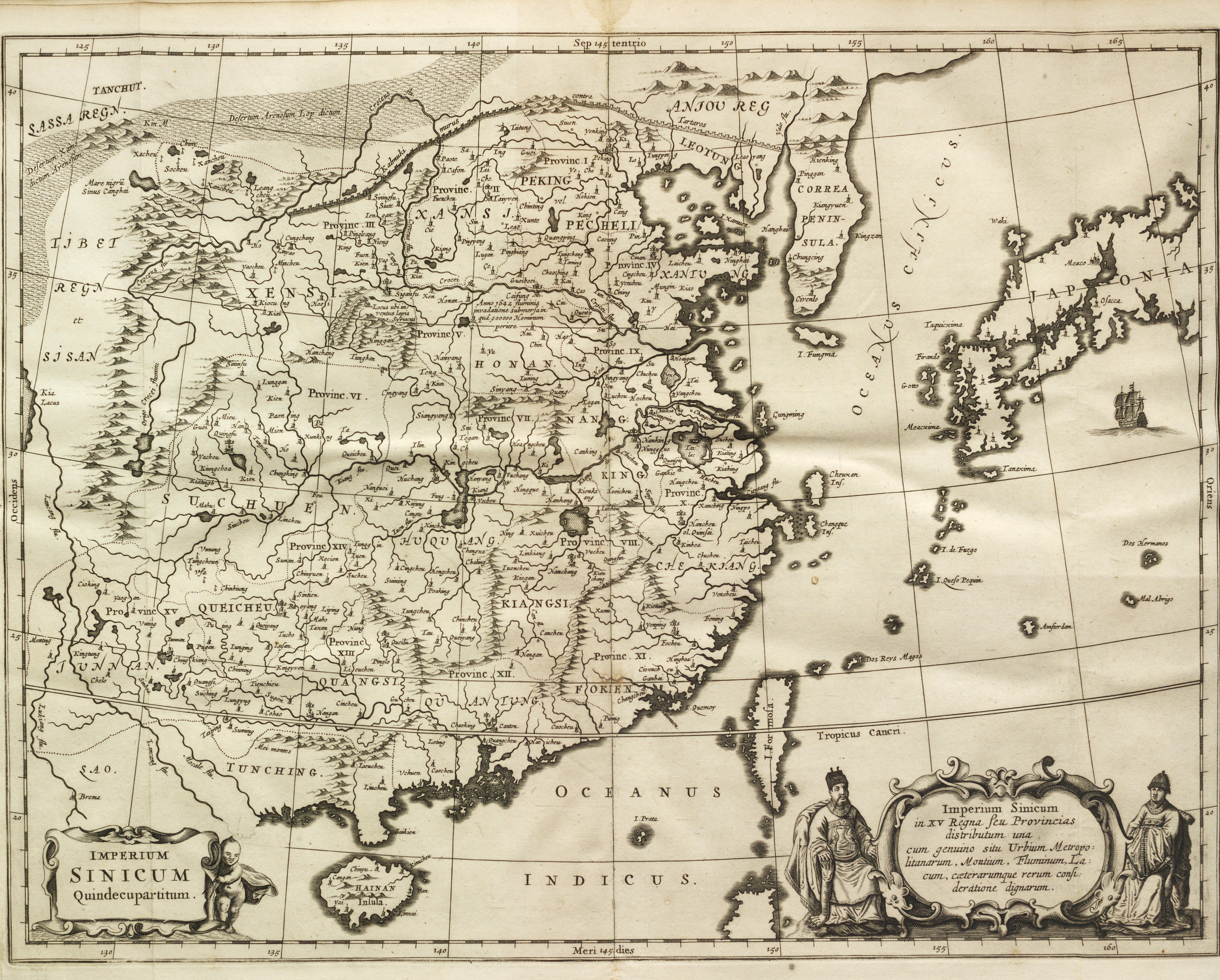
Athanasius Kircher publica um mapa completo da China.

- Wikisource

| Calendário gregoriano                                                        | 1667 MDCLXVII                       |
| Ab urbe condita                                                              | 2420                                |
| Calendário arménio                                                           | 1116 – 1117                         |
| Calendário bahá'í                                                            | -177 – -176                         |
| Calendário budista                                                           | 2211                                |
| Calendário chinês                                                            | 4363 – 4364 Início a 24 de janeiro  |
| Calendário copta                                                             | 1383 – 1384                         |
| Calendário etíope                                                            | 1659 – 1660                         |
| Calendários hindus - Vikram Samvat - Calendário nacional indiano - Cáli Iuga | 1722 – 1723 1588 – 1589 4767 – 4768 |
| Calendário Holoceno                                                          | 11667                               |
| Calendário islâmico                                                          | 1078 – 1079                         |
| Calendário judaico                                                           | 5427 – 5428                         |
| Calendário persa                                                             | 1045 – 1046                         |
| Calendário rúnico                                                            | 1917                                |
| Calendário solar tailandês                                                   | 2210                                |

1667 (MDCLXVII, na numeração romana)  foi um ano comum do século XVII do actual Calendário Gregoriano, da Era de Cristo, e a sua letra dominical foi B (52 semanas), teve início a um sábado e terminou também a um sábado.
| Ano completo                   |
| ------------------------------ |
| Ano comum com início ao sábado |

## Acontecimentos
- 15 de junho - A primeira transfusão de sangue num ser humano documentada foi realizada por Jean-Baptiste Denis, médico do rei Luís XIV, a partir do sangue de um animal.
- 20 de Junho - Papa Clemente IX é eleito Papa.
- 23 de Dezembro - A Inquisição condena o padre humanista António Vieira à reclusão e ao silêncio.

## Nascimentos
- 26 de Maio - Abraham de Moivre, matemático francês (m. 1754).
- 27 de Julho - Johann Bernoulli, matemático suíço (m. 1748).
- 21 de Setembro - Dom Frei Bartolomeu do Pilar, O. Carm., 1º Arcebispo de Belém do Pará.
- 30 de Novembro - Jonathan Swift, escritor irlandês (m. 1745).
- ? - Siladar Damate Ali Paxá, Grão-vizir otomano (m. 1716).

## Mortes
- 14 de Maio - Johannes Henricus Ursinus, foi humanista, teólogo luterano e erudito alemão (n. 1608).
- 22 de Maio - Papa Alexandre VII (n. 1599)
- 28 de Setembro - Jacobus Golius, foi um filólogo e orientalista holandês. (n. 1596).
- 7 de Dezembro - Francisco de Melo e Torres, 1.º conde da Ponte e 1.º marquês de Sande, militar português e um dos Quarenta Conjurados.
- José Abád, foi um orador e poeta espanhol, n. 1603.

## Por tema
- 1667 na música